# John Miszuk
John Stanley Miszuk (nato Jan Miszuk; Nalibaki, 29 settembre 1940 – Hamilton, 28 luglio 2025) è stato un hockeista su ghiaccio canadese di origini polacche che nel corso della carriera giocò in National Hockey League e nella World Hockey Association.

## Biografia
John Miszuk nacque il 29 settembre 1940 a Nalibaki, un villaggio nell'attuale Bielorussia ma a quel tempo situato in Polonia. La famiglia si trasferì in Canada e crebbe a Hamilton, dove iniziò a giocare a hockey all'interno della Ontario Hockey Association. Dopo un'ultima stagione con gli Hamilton Red Wings Miszuk debuttò fra i professionisti entrando a far parte dell'organizzazione dei Detroit Red Wings.
Dopo aver fatto esperienza nei farm team in Western Hockey League e in American Hockey League Miszuk debuttò in National Hockey League con la maglia di Detroit nella stagione 1963-1964. Al termine di quella stagione si trasferì ai Chicago Blackhawks, tuttavia nei tre anni successivi giocò solo 8 partite in NHL, trascorrendo la quasi totalità del tempo nelle leghe minori presso i Buffalo Bisons in AHL e i St. Louis Braves in Central Hockey League.
Nell'estate del 1967, rimasto senza contratto, Miszuk fu scelto durante l'NHL Expansion Draft dai Philadelphia Flyers, una delle sei nuove franchigie iscritte alla National Hockey League. Con i Flyers riuscì a trovare un posto da titolare in NHL e vi disputò due stagioni intere, mentre la sua ultima esperienza fu quella con i Minnesota North Stars nel campionato 1969-1970.
Nei quattro anni successivi Miszuk vestì la maglia dei San Diego Gulls fino allo scioglimento della WHL. Quell'anno si trasferì nella World Hockey Association presso i Michigan Stags. Fino al 1977 giocò invece per i Calgary Cowboys, sempre nella WHA. Al termine della propria carriera Miszuk tornò nuovamente nelle leghe minori trascorrendo due stagioni nella Pacific Hockey League prima di ritirarsi dall'attività agonistica.

## Palmarès

### Individuale
- AHL Second All-Star Team: 1

1964-1965
- CPHL First All-Star Team: 1

1966-1967
- WHL First All-Star Team: 2

1972-1973, 1973-1974